# 史晋生
史晋生（1863年—1934年），名致容，字晋生，以字行，浙江镇海县人，清末民国银行家、实业家。

## 生平
祖籍浙江鄞县，生于镇海县。早年赴上海做学徒，从业于五金业。曾在“五金大王”叶澄衷企业任职。得叶赏识，1888年，任叶旗下企业顺记号在山东烟台经理。1897年，调任武汉汉口顺记号的经理。同年，出任燮昌火柴厂监察。
因在武汉经商颇具名望，又协办武汉军火有功，被张之洞委派为汉口商务局总董。1907年，清末官办汉口商务局改制成汉口总商会，被推举为总理（会长相当），力辞不就。倾力捐输，赞助汉口总商会、上书恳请清政府拨商会会所，在汉口竭力调停“九九商捐”事件，成为汉口工商界领军人物。
辛亥革命后，袁世凯委派史处理革命军事起义善后事宜，后任湖北省政府财政顾问。1912年，出任汉口中国银行副行长，兼任营业科长。1914年，于汉口歆生路（今江汉路）开设宁绍轮船公司的汉口分公司，任经理。1914年，出任浙江兴业银行汉口分行总经理。1916年，交通银行、中国银行钞票停兑，引起汉口市场动荡，史竭力主张援上海银行业惯例致以钞票兑现，汉口金融业得以稳定。1918年，南北军阀在湖北交战，竭力调停，挽请交战各方划定战线，保护平民和商人的财产利益。1923年，代理汉口银行公会会长。
与汪炳生、王柏年垄断了汉口的火油、洋布、五金等商品的营销。

## 慈善事业
史热心慈善事业，对公益事业捐助很多。曾在山东烟台成立四明丙舍，并捐资购置义冢。
1897年，宁绍平原出现灾情，粮食歉收，奉叶澄衷之命，购入大米3万石赈济。1901年，又有灾情，亲赴浙东办米万余石平粜赈灾。
曾请汉口政府批准截留米捐白银30余万两，用以开设汉口商务局和劝工所。曾捐助并主持开设汉口四明公所并增置义地。
1904年，四川出现大灾情，捐巨资救济。1913年，组织开设公益布厂。1921年，河北、河南、山东三省旱灾惨烈，很多难民纷纷南下谋生，聚集在汉口，史发起华北义赈会，亲任副会长，募集捐款50余万元，救济南下的灾民。
1905年，募款在汉口开设宁波旅汉公学。又于1922年，出资在汉口歆生路购入土地200余万平方米，作为宁波旅汉公学校址。
1923年，出资1.1万余元，疏通镇海县濠河。因慈善事业而获得大总统黎元洪“惠周远迩”赠匾。1929年，代理宁绍轮船公司购入马王庙码头。1932年，发起修筑宁波塘河路。
另又竭力赞助各地学校、公益医院、塘工局、河工局等。 

## 遗迹
- 原浙江镇海县史晋生大宅[6]。

## 家庭
- 五女 史瑜卿，嫁薛有生